# Tetrops warnckei
Tetrops warnckei är en skalbaggsart som beskrevs av Holzschuh 1977. Tetrops warnckei ingår i släktet Tetrops och familjen långhorningar. Inga underarter finns listade i Catalogue of Life.